# Naturschutzgebiet Wienhagen
Koordinaten: 51° 7′ 38″ N, 7° 32′ 52″ O
Das Naturschutzgebiet Wienhagen mit einer Größe von 10,69 ha liegt in der Gemeinde Kierspe nordwestlich der Siedlung Wöste. Das Naturschutzgebiet (NSG) wurde 2003 vom Märkischen Kreis mit dem Landschaftsplan Nr. 7 Kierspe ausgewiesen. Das Gebiet besteht aus zwei Teilflächen. Es liegt westlich bzw. südwestlich des 480 m hohen Berges Wienhagen.
Das Gebiet des Naturschutzgebiet Wienhagen wurde 2004 als Teilfläche des FFH-Gebietes Bruchwälder Wöste mit der Nummer DE 4811-302 ausgewiesen. Zum FFH-Gebiet gehören die Flächen zwischen den beiden Teilflächen des NSG und weitere Flächen östlich vom NSG.

## Gebietsbeschreibung
Bei NSG handelt es sich um ein Bruchwaldgebiet am leicht nach Süden geneigten Berg Wienhagen. Innerhalb des Gebietes existiert entlang des teils naturnahen Rohrbaches und seiner Quellbereiche ein vielfältiger, zusammenhängender Komplex aus kleinflächigen Schwarzerlenwald, Erlen-Eschenwald, Moorbirkenbruchwald, trockenen Eichen-Birkenwäldern sowie teils vorangebauten Buchenbeständen. Die Nasswälder sind stellenweise sehr nass und torfmoosreich. Im Süden sind größere Teilbereiche eines Birken-Moorwaldes baumfrei und weisen Massenvorkommen der Moorlilie auf, die hier in flächigen und teils dicht geschlossenen Beständen wächst. Zwischen den Nasswäldern sowie im Norden des Gebietes wurden ehemals Fichtenforste gepflanzt, die z. T. mit Buche unterbaut sind oder wo die Bäume als Folge der Fehlbestockung schwächeln und teils schon umgefallen sind. Hier existieren torfmoosreiche Rinnen und Nassbereiche und im Süden entspringen einige Sickerquellen mit typischer Quellflur. Im NSG befindet sich ein Löschwasserteich, der als Artenschutzgewässer von Bedeutung ist.

## Schutzzweck
Laut Naturschutzgebiets-Ausweisung wurde das Gebiet zum Naturschutzgebiet ausgewiesen zur Erhaltung, Entwicklung und Wiederherstellung eines Bruchwaldgebietes mit einer speziell angepassten Flora und Fauna; zur Erhaltung, Entwicklung und Wiederherstellung naturnaher Laubwälder. Ferner, um zur Sicherung des ökologischen Netzes Natura 2000 der EU im Sinne der FFH-Richtlinie und zur Erhaltung und Entwicklung von Lebensgemeinschaften und Lebensstätten wildlebender, teils gefährdeter Tier- und Pflanzenarten beizutragen. Wie bei allen Naturschutzgebieten in Deutschland wurde in der Schutzausweisung darauf hingewiesen, dass das Gebiet „wegen der Seltenheit, besonderen Eigenart und Schönheit des Gebietes“ zum Naturschutzgebiet wurde.